# Trenggalek (onderdistrict)
Trenggalek is een onderdistrict (kecamatan) in het gelijknamige regentschap in de Indonesische provincie Oost-Java op Java.

## Desaenkelurahan
Trenggalek bestaat uit 14 desa en kelurahan:
- Bendungan
- Dawuhan
- Karangsoko
- Kelutan
- Ngantru
- Ngares
- Parakan
- Rejowinangun
- Sambirejo
- Sukosari
- Sumberdadi
- Sumbergedong
- Surodakan
- Tamanan

## Geschiedenis
Op 20 en 21 april 2006 vielen 19 doden bij overstromingen en aardverschuivingen in de hoofdplaats Trenggalek.
Bendungan · Dawuhan · Karangsoko · Kelutan · Ngantru · Ngares · Parakan · Rejowinangun · Sambirejo · Sukosari · Sumberdadi · Sumbergedong · Surodakan · Tamanan
Bendungan · Dongko · Durenan · Gandusari · Kampak · Karangan · Munjungan · Panggul · Pogalan · Pule · Suruh · Trenggalek · Tugu · Watulimo